# Уитворт, Чарльз (барон)
Чарльз Уитворт (англ. Charles Whitworth, 1675 — 23 октября 1725, Лондон) — английский дипломат начала XVIII века, исполнявший с 1702 по 1721 годы обязанности посла Великобритании в ряде европейских государств, автор мемуаров, барон.

## Биография
Родился в 1675 году в Блауэрпайпе (англ. Blore Pipe, графство Стаффордшир), был воспитанником видного английского дипломата и поэта Джорджа Степни (1663—1707). Вместе с последним молодой Уитворт побывал при нескольких германских дворах и по отзыву самого Степни, Уитворт вырос в наиболее глубокого знатока британской политики времен королевы Анны. В 1702 году Чарльз Уитворт был назначен английским резидентом в Регенсбурге, а ещё через 2 года (2 сентября 1704) — чрезвычайным посланником в Москве.
Прибыл в русскую столицу 28 февраля 1705 года и на протяжении 5 ближайших лет был послом Великобритании в России (вплоть до 24 марта 1710 года). Незадолго до своего отъезда, в феврале 1710 года, Уитворт, возведенный в ранг чрезвычайного посла, был принят Петром I на торжественной аудиенции, где от имени своей королевы принес царю официальные извинения в связи с делом об оскорблении в Лондоне русского посла А. А. Матвеева.
В 1710—1711 годах исполнял обязанности чрезвычайного посла в Ганновере, Берлине и Дрездене, после чего осенью 1711 года направился чрезвычайнм послом в Москву. По пути в Москву, официальную русскую столицу в октябре того же года Уитворт в Карлсбаде встретился с Петром I, находившимся там на лечении водами, и по приглашению русского царя вместе с ним поехал в Санкт-Петербург. Прибыл в Россию 20 января 1712 года.
В 1714 году Чарльз Уитворт был назначен полномочным представителем в Аугсбурге и Регенсбурге, в 1716 году — чрезвычайным посланником и полномочным представителем при прусском дворе в Берлине. В 1717 году Уитворт был переведен чрезвычайным посланником в Гаагу, а в 1719 году вернулся в Берлин с прежней миссией. В январе 1721 года Чарльз Уитворт за заслуги на дипломатическом поприще был возведен в баронское достоинство. 23 октября 1725 года Уитворт умер у себя дома в Лондоне и похоронен в Вестминстерском аббатстве.
Наследие Ч. Уитворта составляет десятки томов официальной корреспонденции. Помимо документов, помещенных в Сборнике РИО, и нескольких единичных документов до сих пор издано только одно сочинение Уитворта — «О России, какой она была в 1710 году».